# Stephanopoides brasiliana
Stephanopoides brasiliana är en spindelart som beskrevs av Eugen von Keyserling 1880. Stephanopoides brasiliana ingår i släktet Stephanopoides och familjen krabbspindlar. Inga underarter finns listade i Catalogue of Life.